# Tegami Bachi
Tegami Bachi (яп. テガミバチ Тэгами Бати, досл. «Почтовая Пчела», англ. «Letter Bee») — сёнэн-манга Хироюки Асады. Первые десять глав серии были выпущены журналом Monthly Shonen Jump, последующие стали выходить в «Jump Square». Выход манги завершён. На основе сюжета создана аниме-экранизация. Также 16 февраля 2009 года был выпущен Drama CD.

## Сюжет
Действие сюжета произведения развивается в Янтарной стране, где царит вечная ночь. Лишь избранным, богатым и влиятельным, доступно место под искусственным солнцем в столице страны, городе Рассвет. Вокруг столицы расположилась зона обитания людей среднего достатка, Юусари, а уже окраины государства, Ёдака, целиком отданы беднякам. Фактически единственной связью между тремя областями являются мосты, которые и так разрешено пересекать немногим.
Такой возможностью обладают члены «Почтовых Пчёл», гильдии курьеров и почтальонов. Один из них, Лаг Сиинг, стремится найти свою пропавшую мать и как можно выше подняться в иерархии «Пчёл».

## Терминология
- Почтовая Пчела (яп. テガミバチ Тэгами Бати) — человек, в чьи обязанности входит доставка писем, являющихся частичкой сердец написавших его. Работа Пчелы сопряжена с риском в связи с возможным нападением Гайтю.
- Динго (яп. 相棒 Динго, досл. «Партнёр») — телохранитель, помогающий Пчеле с его заданиями и защищающий его от нападения насекомых. Динго может быть кем угодно, от животного до человека.
- Пчелиный Улей (яп. ＢＥＥ－ＨＩＶＥ Ю:бинкан Хати но Су, Почтовое Управление "Пчелиный Улей") — штаб-квартира Почтовых Пчёл. Расположена в Юсари.
- Гайтю (яп. 鎧虫 Гайтю:, досл. «Бронированные насекомые») — гигантские насекомые, покрытые драгоценными камнями и атакующие тех, кого они встречают на своём пути. Каждый из появившихся в манге Гайтю назван автором в честь того или иного алкогольного напитка.
- Синдан (яп. 心弾 досл. «Духовные Пули») — частичка сердца, используемая для стрельбы из Синдандзю.
- Синдандзю (яп. 心弾銃 Синдандзю:, досл. «Ружьё Духовных Пуль») — оружие, используемое для борьбы с бронированными насекомыми. В качестве снаряда использует частичку сердца.
- Духовный Янтарь (яп. 精霊琥珀 Сэйрэй Кохаку) — камень, с помощью которого частички сердца могут быть превращены в снаряды для оружия.
- Духовные Насекомые (яп. 精霊虫 Сэйрэйтю:) — вымершие насекомые, ранее ставший Гайтю или заключённые в Духовный Янтарь.
- Reverse (яп. リバース Риба:су) — группа людей-заговорщиков.
- Мародёры (яп. 略奪者 Рякудацуся) — агенты группы Reverse, ворующие письма у Пчёл.
- День Мерцания (яп. フリッカーの日 Фурика: но хи) — день, когда впервые был опробован военный дельтаплан, а также когда впервые погасло Искусственное солнце, из-за чего дельтаплан потерпел крушение. Люди, наблюдавшие за солнцем в этот момент, частично теряли память (например, Гош).

## Персонажи
- Лаг Сиинг (яп. ラグ・シーイング Рагу Си:ингу)

Главный персонаж. Двенадцатилетний мальчик, чья сосредоточенность и мышление остаются безупречными в независимости от ситуации. Главным его желанием является найти мать, которую похитили люди из столицы несколько лет назад. Его Динго является девушка Ничи, которую он когда-то спас от бронированных насекомых. У Лага есть одна особенность — в его левой глазнице находится красный духовный янтарь, пересаженный в далёком детстве. При помощи этого янтаря, Лаг может стрелять синданами даже без синдадзю. А как выяснилось позже, в День Мерцания Лаг был рождён из «сердец» многих людей, а вместе с ним ещё четверо. Позднее его стали называть «Дитя Света». Узнав правду Амберграунда от последнего Духовного насекомого, исчез на год с целью собрать как можно больше «сердец», чтобы избавиться от диктатуры искусственного солнца — огромного гайчу.
Сэйю — Миюки Савасиро
- Ниша (яп. ニッチ Нитти)

Лаг встретился с Нишей на железнодорожной станции на пути в Пчелиный Улей. Она была «письмом», но адрес на этикетке был неполной, и потому многие пчёлы отказались доставлять эту «посылку». Лаг решил доставить Нишу в назначенное место — «Ловсам Ван Даун», город Рент, ошибочно приняв это за название сиротского приюта. По пути Лаг узнаёт, что у девочки несколько имён, однако она не имеет собственного, поэтому даёт ей временное — Ниша, ссылаясь на нишу, в которой сидела девочка. Ловсам Ван Даун оказывается цирком уродов, в котором должна выступать Ниша, как «Проклятое Дитя Маки». Она сбегает оттуда, случайно попадая на территорию гайчу. Лаг спасает Нишу, и после этого она путешествует вместе с ним и своим домашним животным Стейком в качестве Динго Лага. По её же словам родилась в городе Эйкюхёга 200 лет назад, хотя выглядит как семилетняя девочка. У неё есть сестра-близнец. Поначалу Ниша умеет лишь превращать свои волосы в длинные лезвия, но после тренировок со своей сестрой многому учится.
Сэйю — Аюми Фудзимура
- Гош Суэде (яп. ゴーシュ・スエード Го:сю Суэ:до)

Почтовая Пчела, облесианин, живущий со своей сестрой Сильветтой в Юусари, но мечтающий стать Управляющим Пчёл, чтобы переехать в Акацуки и вылечить сестру. Из-за этого он трудится без отдыха и редко бывает дома. Попав в Акацуки, теряет сердце и память. Его находит организация Реверс и даёт ему новое имя (Нуар) и смысл жизни — уничтожить искусственное солнце.
У Гоша и до этого были проблемы с памятью: во время Дня Мерцания он наблюдал за Солнцем, из-за чего частично лишился памяти и забыл свою мать. Став Нуаром, он всячески оберегает тех, кто оказался генетически изменён правительством.
Сэйю — Дзюн Фукуяма
- Сильветта Суэде (яп. シルベット・スエード Сирубэтто Суэ:до)

Сестра Гоша, живущая в Юусари и редко выходящая из дома из-за болезни ног. Однако то, что она находится на кресле-каталке, не делает её слабее других, а как раз-таки наоборот. Зарабатывает тем, что делает кукол и платья для магазина. Характер вполне типичный для её возраста, разве что иногда она проявляет свои сильные стороны (при первой встрече с Лагом она грозилась застрелить его из старого синдандзю брата). Сильветта также готовит совершенно отвратительный суп, который нравился лишь Гошу и который становится причиной некоторых комичных ситуаций. Так же, как и Лаг, родилась в «День Мерцания». В отсутствие Лага теряет «сердце», влюблена в него. Позже приобретает способность ходит благодаря Лагу и Нише.
Сэйю — Нана Мидзуки
- Рода (яп. ロダ Рода)

Динго Гоша Суэде. Белая, изящная собака. ДНК Роды соединят с человеческим, и она попадёт в организацию Реверс вместе с Гошем, но ничего не будет помнить о прошлой жизни и о своём хозяине. Теперь выглядит как молодая девушка.
Сэйю — Юи Хориэ
- Стейк (яп. ステーキ Сутэ:ки)

Маленький питомец Ниши, живший до встречи с ней в «Ласковых Дюнах». Он ест все, что вкусно пахнет, однако и его не раз тоже чуть не поджарили. Раса Стейка — это капельмейстер; много лет назад они жили в симбиозе с Духовными Насекомыми. Может находить слабые места гайчу, ударив в которые синданом можно уничтожить гайчу.
Сэйю — Наоми Нагасава
- Коннор Клафф (яп. コナー・クルフ Кона: Куруфу)

Почтовая пчела, полный мальчик с пристрастием к еде. Использует синдан в виде маленьких жёлтых бомб. Его динго — это пес.
Сэйю — Хисаёси Суганума
- Ларго Ллойд (яп. ラルゴ・ロイド Раруго Роидо)

Директор Улья, сначала представился как коллекционер удивительных животных. Он должен был участвовать в полёте на дельтаплане в день, позже названный Днём Мерцания, но не сумел из-за болезни. Позднее присоединяется в качестве лидера к Реверс. Ллойд — настоящий тот, кто не сумел стать душой. Его мать была смертельно больна и потому её решили скрестить с растением, дабы вылечить. Но женщина умерла, а её органы пересадили сыну, чтобы он не заболел. Негативно относится к отцу, который отвечал за этот эксперимент. Также Ллойд — фамилия матери Ларго, на самом деле его зовут Ларго Бэллор.
Сэйю — Кацуюки Кониси
- Ариа Линк (яп. アリア・リンク Ариа Ринку)

Бывшая Почтовая Пчела, страдавшая крайней невезучестью и неуклюжестью. Влюблена в Гоша. Её синданом является скрипка, которую она позже использует, чтобы залечивать душевные раны и успокаивать. Её Динго — пёс по кличке Болто.
Сэйю — Ами Косимидзу
- Сабрина Мери (яп. サブリナ・メリー Сабурина Мэри:)

Тетушка Лага, живущая в Бухте Кэмпбелл. Помогала матери Лага по хозяйству.
- Доктор Сандэрленд-младший

Биолог, специализирующийся на вскрытии и изучении трупов, за что и получил прозвище Доктор Труп. Тем не менее у него доброе сердце. Был одним из немногих выживших, участвующих в полёте в День Мерцания, но лишился глаза. Также близкий друг Гоша.
Сэйю — Хидэо Исикава
- Зази Винтерс (яп. ザジ・ウィンタース Дзадзи Винтасу)

Почтовая Пчела. Молодой человек, набивший руку на уничтожении Гайчу. Всю его семью съели Гайчу, поэтому он со всей страстью ненавидит этих существ. Является поклонником Джигги Пеппера. Во время битвы с Каберне даже прокатился на его «железном коне», пока Джигги загружал синдандзю. Гайчу, что поглотил «сердца» его родителей, был под контролем слепой девушки — Эмиль Бронте, с которой в детстве жестоко обращались. Его динго — это пантера, Васька.
Сэйю — Дайсукэ Кисио
- Джигги Пеппер (яп. ジギー・ペッパー Дзиги: Пэппа:)

Один из самых знаменитых Пчёл, доставляющий почту на мотоцикле, работающем так же как и синдандзю. У него есть названные сестра и брат, но последний умирает от болезни. Его динго — это птица, внешне похожа на орла.
Сэйю — Кадзуя Накаи
- Эмиль Бронте (яп. エミル・ブロンテ)

Одинокая девушка 12 лет, облесианин. Позволила Зази и его Динго переночевать у себя. Была доброй и трудолюбивой поначалу; несмотря на свою слепоту, всячески старалась угодить Зази с Васькой, так как гости бывали у неё редко. Хорошо готовит и ладит с животными. По сюжету выясняется, что Эмиль, преисполненная ненавистью и злобой, убила приёмных родителей с помощью гайчу, которым могла управлять за счёт кольца. Подсыпала яд в еду Зази, а также пыталась убить его, слившись воедино с гайчу. На борьбу истратила всё «сердце» и погибла.

## Медиа-издания

### Манга
Первые десять глав серии были выпущены журналом Monthly Shonen Jump, последующие стали выходить в «Jump Square». Первый танкобон вышел 4 января 2007 года. Также Хироюки Асада создал специальный выпуск манги, вышедший в журнале Weekly Shonen Jump.
Мангу лицензировали «Viz Media» (США), «Panini Comics» (Италия) и «Kana» (Франция).

#### Список глав
| № | Заглавие                                                                                                   | Японский язык                              | Английский язык                             |
| --- | --- | ------------------------------------------ | ------------------------------------------- |
| 1 | Letter and Letter Bee Tegami to Tegamibachi (テガミとテガミバチ)                                           | 4 января 2007 года ISBN 978-4-08-874312-7  | 1 сентября 2009 года ISBN 978-1-4215-2913-4 |
| - 1.«Letter and Letter Bee» (яп. テガミとテガミバチ «Tegami to Tegamibachi») - 2.«Crybaby Boy, Letter Girl» (яп. 泣き虫少年、テガミ少女 «Nakimushi shōnen, tegami shōjo») | |                                            |                                             |
| 2 | The Letter to Jiggy Pepper Jigī Peppā e no tegami (ジギー・ペッパーへの手紙)                               | 4 июня 2007 года ISBN 978-4-08-874374-5    | 2 марта 2010 года ISBN 978-1-4215-2950-9    |
| - 3. «The Letter to Jiggy Pepper, Part One» (яп. ジギー・ペッパーへの手紙／前編 «Jigī Peppā e no tegami zenpen») - 4. «The Letter to Jiggy Pepper, Part Two» (яп. ジギー・ペッパーへの手紙／中編 «Jigī Peppā e no tegami chūhen») - 5. «The Letter to Jiggy Pepper, Part Three» (яп. ジギー・ペッパーへの手紙／後編 «Jigī Peppā e no tegami kōhen») - 6. «Beehive, 13 Nocturne Way, Central Yuusari» (яп. ユウサリ中央 夜想道13番地 郵便館BEE-HIVE «Yūsari Sentoraru Yasōmichi jūsanbanchi Yūbinkan Hachi no su») - 7. «Raspberry Hill» (яп. ラズベリー・ヒル «Razuberī Hiru») | |                                            |                                             |
| 3 | Meeting with Sylvette Suede Shirubetto Suēdo ni au (シルベット・スエードに会う)                            | 4 февраля 2008 года ISBN 978-4-08-874483-4 | 7 сентября 2010 года ISBN 978-1-4215-2951-6 |
| - 8. «Meeting with Sylvettte Suede» (яп. シルベット・スエードに会う «Shirubetto Suēdo ni au») - 9. «The Crybaby Boy’s Vow» (яп. 泣き虫少年の誓い «Nakimushi shōnen no chikai») - 10. «Beneath The Light» (яп. 光の下 «Hikari no shita») - Спец. глава — «Letter Bee and Dingo» (яп. テガミバチとディンゴ «Tegamibachi to dingo») | |                                            |                                             |
| 4 | Letter of Lies Uso tegami (嘘テガミ)                                                                       | 2 апреля 2008 года ISBN 978-4-08-874517-6  | 1 февраля 2011 года ISBN 978-1-4215-2952-3  |
| - 11. «Letter of Lies» (яп. 嘘テガミ «Uso tegami») - 12. «The Corpse Doctor» (яп. 死骸博士 «Shigai hakase») - 13. «Honey Waters» (яп. ハニー・ウォーターズ «Hanī Wōtāzu») - 14. «Undelivered Letters» (яп. 届かぬテガミ «Todokanu tegami») | |                                            |                                             |
| 5 | The Person Who Was Not Able To Become Spirits of the Dead Seirei ni narenakattamono (精霊になれなかった者) | 3 октября 2008 года ISBN 978-4-08-874584-8 | 3 мая 2011 года ISBN 978-1-4215-3180-9      |
| - 15. «Memories of Three Hearts» (яп. こころの記憶、三つ «Kokoro no kioku, mittsu») - 16. «The Person Who Was Not Able To Become Spirits of the Dead» (яп. 精霊になれなかった者 «Seirei ni narenakattamono») - 17. «A Reunion, Tears, Tears, Tears» (яп. 再会、涙、涙、涙 «Saikai, namida, namida, namida») - 18. «Bread and Underpants» (яп. パンツとパン «Pantsu to pan») | |                                            |                                             |
| 6 | Lighthouse of Illusions in the Wilderness Kōya gen tōdai (荒野幻灯台)                                      | 4 февраля 2009 года ISBN 978-4-08-874636-4 | —                                           |
| - 19. «The Hydrangea-coloured Picture Letter» (яп. アジサイ色の絵テガミ «Ajisaīro no e-tegami») - 20. «Lighthouse of Illusions in the Wilderness» (яп. 荒野幻灯台 «Kōya gen tōdai») - 21. «The Little Girl Doll» (яп. 少女人形 «Shōjo ningyō») - 22. «Film Noir» | |                                            |                                             |
| 7 | Blue Notes Blues Burū Nōtsu Burūsu (ブルー・ノーツ・ブルース)                                              | 4 июня 2009 года ISBN 978-4-08-874678-4    | —                                           |
| - 23. «Blue Notes Blues» (яп. ブルー・ノーツ・ブルース «Burū Nōtsu Burūsu») - 24. «Maka and Human» (яп. 摩訶と人 «Maka to hito») - 25. «200 Years of Loneliness» (яп. ひとりぼっちの二百年 «Hitori botchi no ni hyaku nen») - 26. «Garden of Spirits» (яп. 精霊の庭 «Seirei no niwa») | |                                            |                                             |
| 8 | Light, Illuminating The Darkness Hikari, yami o terasu (光、闇を照らす)                                    | 2 октября 2009 года ISBN 978-4-08-874743-9 | —                                           |
| - 27. «Veritably Abbey» (яп. ベリタブリィー修道院 «Beritaburī shūdōin») - 28. «Together, We Went On A Journey…» (яп. 二人、旅をした… «Futari, tabi o shita…») - 29. «Light, Illuminating The Darkness» (яп. 光、闇を照らす «Hikari, yami o terasu») - 30. «For Sure» (яп. きっと «Kitto») | |                                            |                                             |
| 9 | The Cold Letter Division Kōrudo Retā ka (凍結物件課)                                                       | 4 февраля 2010 года ISBN 978-4-08-870006-9 | —                                           |
| - 31. «Return» (яп. 帰館 «Kikan») - 32. «Inspectors From The Capital» (яп. 首都監査人 «Shutokansanin») - 33. «The Cold Letter Division» (яп. 凍結物件課 «Kōrudo Retā ka») - 34. «Love of Stone» (яп. 石の愛 «Ishi no ai») | |                                            |                                             |
| 10 | The Shining Eye Hikaru me (光る眼)                                                                         | 4 июня 2010 года ISBN 978-4-08-870039-7    | —                                           |
| - 35. «Aria and the Airship» (яп. アリアと飛行船 «Aria to hikōsen») - 36. «Bolt the Brave» (яп. 勇者ボルト «Yūsha Boruto») - 37. «Houdai Franklin» (яп. ホーダイ・フランクリン «Hōdai Furankurin») - 38. «The Shining Eye» (яп. 光る目 «Hikaru me») - 39. «The Wolf Who Couldn’t Become Spirit» (яп. 精霊になれなかった狼 «Seirei ni narenakatta ōkami») | |                                            |                                             |
| 11 | A Bee's Bag BEE no kaban (BEEの鞄)                                                                         | 4 октября 2010 года ISBN 978-4-08-870120-2 | —                                           |
| - 40. «Crossroad» (яп. クロスロード «Kurosurōdo») - 41. «A House to Return» (яп. 家に帰る «Ie ni kaeru») - 42. «A Bee’s Bag» (яп. BEEの鞄 «BEE no kaban») - 43. «Deep Inside the Heart» (яп. 心、その奥に «Kokoro, sono oku ni») - 44. «Silence and Pursuit» (яп. 静寂と追撃 «Seijaku to tsuigeki») | |                                            |                                             |
| 12 | Child of the Light Hikari no Ko (光の子)                                                                   | 21 апреля 2011 года ISBN 978-4-08-870198-1 | —                                           |
| - 45. «Voices of the Heart» (яп. 心の声 «Kokoro no koe») - 46. «Approaching Threat» (яп. 迫る脅威 «Semaru kyoui») - 47. «Child of the Light» (яп. 光の子 «Hikari no Ko») - 48. «Lily Comfort» (яп. リリー・コンフォート «Rirī Confōto») - 49. «Parting and Reunion» (яп. 別れと再会 «Wakare to Saikai») | |                                            |                                             |
| 13 | Area Mayfly Kuiki Kagerou (区域カゲロウ)                                                                   | 4 ноября 2011 года ISBN 978-4-08-870334-3  | —                                           |
| - 50. «The Laughing Gaichuu» (яп. 笑う鎧虫 «Warau Gaichū») - 51. «Reminiscence» (яп. 追懐 «Tsuikai») - 52. «Area Mayfly» (яп. 区域カゲロウ «Kuiki Kagerou») - 53. «The Unforgiven» (яп. 許されざる者 «Yurusa Rezaru Mono») - 54. «Beacon» (яп. 狼煙 «Noroshi») | |                                            |                                             |

Главы, ещё не выпущенные в составе танкобона:

### Аниме-сериал
Аниме-адаптация сюжета манги создана компанией Studio Pierrot под руководством режиссёра Мамору Камбэ. В 2008 году вышел тридцатиминутный спец. выпуск Letter Bee: Light and Blue Night Fantasy (яп. テガミバチ 〜光と青の幻想夜話〜 Tegami Bachi: Hikari to Ao no Gensō Yawa), после чего было объявлено о планах создания полноценного аниме-сериала.

#### Tegami Bachi
| Зрительский рейтинг      | Зрительский рейтинг      | Зрительский рейтинг      |
| (на 7 октября 2010 года) | (на 7 октября 2010 года) | (на 7 октября 2010 года) |
| ------------------------ | ------------------------ | ------------------------ |
| Сайт                     | Оценка                   | Голосов                  |
| Anime News Network       | · ссылка                 | 483                      |
| AniDB                    | · ссылка                 | 321                      |

Премьера первого сезона аниме, Tegami Bachi, состоялась 3 октября 2009 года на телеканалах TV Tokyo, TV Osaka и TV Aichi. Последняя 25 серия была показана 27 марта 2010 года.
Открывающие композиции «Tegami Bachi»:
- Hajimari no Hi (яп. はじまりの日 англ. «Day of Beginnings») (исполнители — Сикао Суга и Rhymester) — 1-13 серии.
- Love Letter no Kawari ni Konoshi o. (яп. ラブレターのかわりにこの詩を。 This Poem In Place of the Love Letter.) (исполнительница — Сэйра) — 14-25 серии.

Закрывающие композиции «Tegami Bachi»:
- Hatenaki Michi (яп. 果てなき道 англ. «Endless Road») (исполнительница — Химэка) — 1-13 серии.
- Hikari no Kioku (яп. 光の記憶 англ. «Memories of the Light») (исполнители — Angelo) — 14-25 серии.[20][21]

| Список серий «Tegami Bachi» | Список серий «Tegami Bachi» | Список серий «Tegami Bachi» |
| № серии                     | Заглавие | Трансляция в Японии         |
| --------------------------- | --- | --------------------------- |
| 1                           | Письмо и Почтовая Пчела «Тэгами то Тэгамибати» (テガミとテガミバチ) | 3 октября 2009 года         |
| 2                           | Мой Друг «Боку но Томодати» (ぼくの友達) | 10 октября 2009 года        |
| 3                           | Мальчик-плакса и Девочка-письмо «Накимуси Сё:нэн, Тэгами Сё:дзё» (泣き虫少年、テガミ少女)                                                                                           | 17 октября 2009 года        |
| 4                           | Динго Лага «Рагу но Динго» (ラグのディンゴ) | 24 октября 2009 года        |
| 5                           | Город-Тупик «Икидомари но Мати» (行き止まりの町) | 31 октября 2009 года        |
| 6                           | Письмо Джигги Пепперу «Дзиги: Пэппа: э но Тэгами» (ジギー・ペッパーへの手紙) | 7 ноября 2009 года          |
| 7                           | Юсари Централ, улица Ноктюрна, дом 13, Почтовое Управление "Пчелиный Улей". «Ю:сари Сэнторару, Ясо:мити Дзю:сан Банти Ю:бинкан BEE-HIVE» (ユウサリ中央 夜想道13番地 郵便館BEE-HIVE) | 14 ноября 2009 года         |
| 8                           | Встреча с Сильветтой Суэдо «Сирубэтто Суэ:до ни Ау» (シルベット・スエードに会う) | 21 ноября 2009 года         |
| 9                           | Клятва мальчика-плаксы «Накимуси Сё:нэн но Тикаи» (泣き虫少年の誓い) | 28 ноября 2009 года         |
| 10                          | Под светом «Хикари но Сита» (光の下) | 5 декабря 2009 года         |
| 11                          | Ложное письмо «Усо Тэгами» (嘘テガミ) | 12 декабря 2009 года        |
| 12                          | Красная и зелёная ленточки «Ака то Мидори но Рибон» (赤と緑のリボン) | 19 декабря 2009 года        |
| 13                          | Обещанная земля «Якусоку но Дайти» (約束の大地) | 26 декабря 2009 года        |
| 14                          | Доктор Трупов «Сигай Хакасэ» (死骸博士) | 9 января 2010 года          |
| 15                          | Бегство от любви «Ай но То:хико:» (愛の逃避行) | 16 января 2010 года         |
| 16                          | Письмо музыканту от поклонника «Онгакука э но Фанрэта:» (音楽家へのファンレター) | 23 января 2010 года         |
| 17                          | Почтовая Пчела и Динго «Тэгами Бати то Динго» (テガミバチとディンゴ) | 30 января 2010 года         |
| 18                          | Почтовый голубь «Тэгами Бато» (テガミバト) | 6 февраля 2010 года         |
| 19                          | Больная Пчела и девочки «Бё:ки но Тэгами Бати то Сё:дзётати» (病気のテガミバチと少女たち)                                                                                           | 13 февраля 2010 года        |
| 20                          | Потерянные Письма «Накусита Тэгами» (なくしたテガミ) | 20 февраля 2010 года        |
| 21                          | Попурри воспоминаний «Киоку но Попури» (記憶のポプリ) | 27 февраля 2010 года        |
| 22                          | Тетрадь с мечтами «Юмэ Цунагу Но:то» (夢つなぐノート) | 6 марта 2010 года           |
| 23                          | Медовые Воды «Хани: Во:та:дзу» (ハニー・ウォーターズ) | 13 марта 2010 года          |
| 24                          | Память Трёх Сердец «Кокоро но Киоку, Митцу» (こころの記憶、三つ) | 20 марта 2010 года          |
| 25                          | Те, кто не смог стать Духами «Сэйрэй ни Нарэнакатта Моно» (精霊になれなかった者) | 27 марта 2010 года          |

#### Tegami Bachi Reverse
Показ второго сезона сериала, Tegami Bachi Reverse, стартовал 2 октября 2010 года.
Открывающие композиции «Tegami Bachi Reverse»:
- Chisana Mahō (яп. 小さな魔法 англ. Little Magic) (исполнитель — Stereopony) — 1-13 серии.
- Yakusoku (яп. 約束 англ. Promise) (исполнитель — Суги Сикао) — 14 и последующие серии.

Закрывающие композиции «Tegami Bachi Reverse»:
- Wasurenagusa (яп. 勿忘草 англ. Forget-Me-Not) (исполнитель — Piko) — 1-13 серии.
- Perseus (яп. ペルセウス) (исполнитель — Ямадзару) — 14 и последующие серии.

| Список серий «Tegami Bachi Reverse» | Список серий «Tegami Bachi Reverse»                                             | Список серий «Tegami Bachi Reverse» |
| № серии                             | Заглавие                                                                        | Трансляция                          |
| ----------------------------------- | ------------------------------------------------------------------------------- | ----------------------------------- |
| 1                                   | Обещание «Якусоку» (約束)                                                       | 2 октября 2010 года                 |
| 2                                   | Трусы и хлеб «Панцу то Пан» (パンツとパン)                                      | 9 октября 2010 года                 |
| 3                                   | Письмо-картина цвета гортензии «Адзисай-Иро но Э-Тэгами» (アジサイ色の絵テガミ) | 16 октября 2010 года                |
| 4                                   | Маяк Иллюзий в пустыне «Ко:я Гэнто:дай» (荒野幻灯台)                            | 23 октября 2010 года                |
| 5                                   | Мир Реверс «Риба:су Ва:рудо» (リバース・ワールド)                               | 30 октября 2010 года                |
| 6                                   | Кукла девочки «Сё:дзё Нингё:» (少女人形)                                        | 6 ноября 2010 года                  |
| 7                                   | Чёрная плёнка «Фируму Нова:ру» (フィルム ノワール)                              | 13 ноября 2010 года                 |
| 8                                   | Блюз печальных записок «Буру: Но:цу Буру:су» (ブルー・ノーツ・ブルース)         | 20 ноября 2010 года                 |
| 9                                   | Двести лет одиночества «Хиториботти но Нихякунэн» (ひとりぼっちの二百年)        | 27 ноября 2010 года                 |
| 10                                  | Монастырь Истины «Бэритабури: Сю:до:ин» (ベリタブリィー修道院)                  | 4 декабря 2010 года                 |
| 11                                  | Атака каберне «Кабэрунэ Сю:рай» (カベルネ襲来)                                  | 11 декабря 2010 года                |
| 12                                  | Свет, разгоняющий тьму «Hikari, yami o terasu» (光、闇を照らす)                 | 18 декабря 2010 года                |
| 13                                  | Алая мелодия «Бэнихи:ро но Сэнрицу» (紅緋色の旋律)                              | 25 декабря 2010 года                |
| 14                                  | День мерцания «Мабатаки но Хи» (瞬きの日)                                       | 8 января 2011 года                  |
| 15                                  | Добро пожаловать домой «Окаэринасай» (おかえりなさい)                           | 15 января 2011 года                 |